# Ylva Pettersson
Ylva Elisabet Pettersson, född Lindgren 2 april 1969 i Vimmerby, är en svensk lärare och moderat politiker. Pettersson är oppositionsråd i Skara.

## Biografi
Ylva Pettersson är dotter till författaren Torgny Lindgren och har tillsammans med denne publicerat pjäsen Bordsstudsaren. Hon växte upp i Vimmerby och studerade till lärare i Linköping med inriktning på svenska och historia. Efter lärarutbildningen studerade hon dans och teater på Wendelsbergs folkhögskola i Mölnlycke, vilket hon integrerat i utbildningen.
Efter en kort tid i Lund flyttade Ylva Pettersson till Skara och arbetade som gymnasielärare på Katedralskolan. Hon undervisade i historia, kulturhistoria och teater. Ylva Pettersson tilldelades lärarpriset Guldäpplejuryns särskilda pris 2014 för sitt arbete med att integrera Wikimedias projekt i undervisningen, och hon var finalist även 2012.

### Uppdrag
Ylva Pettersson sitter i Skaraborgs kommunalförbunds beredningsutskott för hållbar utveckling och är ledamot i kommunalförbundets styrelse. Hon är sedan 2018 ordinarie ledamot i förbundsstyrelsen för Moderaterna i Västra Götaland.